# Водяницька сільська рада
Водя́ницька сільська́ ра́да — адміністративно-територіальна одиниця та орган місцевого самоврядування у Звенигородському районі Черкаської області. Адміністративний центр — село Водяники.

## Загальні відомості
- Населення ради: 771 особа (станом на 2001 рік)

## Населені пункти
Сільській раді були підпорядковані населені пункти:
- с. Водяники

## Склад ради
Рада складалася з 12 депутатів та голови.
- Голова ради: Мовчан Володимир Іванович
- Секретар ради: Коваль Лідія Михайлівна

### Керівний склад попередніх скликань
| Прізвище, ім'я, по батькові | Основні відомості                                                                       | Дата обрання | Дата звільнення |
| --------------------------- | --------------------------------------------------------------------------------------- | ------------ | --------------- |
| Мовчан Володимир Іванович   | Сільський голова, 1969 року народження, освіта середня спеціальна                       | 26.03.2006   | 31.10.2010      |
| Мовчан Володимир Іванович   | Сільський голова, 1969 року народження, освіта середня спеціальна, член Партії регіонів | 31.10.2010   |                 |

Примітка: таблиця складена за даними сайту Верховної Ради України

### Депутати
За результатами місцевих виборів 2010 року депутатами ради стали:

#### За суб'єктами висування
| Суб'єкт висування           | Кількість обраних депутатів | %    |
| --------------------------- | --------------------------- | ---- |
| Самовисування               | 7                           | 58,3 |
| Партія регіонів             | 4                           | 33,3 |
| Комуністична партія України | 1                           | 8,3  |

#### За округами
| № округу                    | Прізвище, ім'я, по батькові      | Дата визнання обраним | Освіта             | Партійна приналежність                        | Відомості про обраного депутата                      |
| --------------------------- | -------------------------------- | --------------------- | ------------------ | --------------------------------------------- | ---------------------------------------------------- |
| Комуністична партія України |                                  |                       |                    |                                               |                                                      |
| 12                          | Поштаренко Костянтин Миколайович | 04.11.2010            | вища               | позапартійний                                 | Водяницький фельдшерсько-акушерський пункт, фельдшер |
| Партія регіонів             |                                  |                       |                    |                                               |                                                      |
| 1                           | Калашник Яна Олександрівна       | 04.11.2010            | вища               | позапартійна                                  | студентка                                            |
| 4                           | Коваль Дмитро Ананійович         | 04.11.2010            | середня спеціальна | позапартійний                                 | пенсіонер                                            |
| 8                           | Коваль Лідія Михайлівна          | 04.11.2010            | середня спеціальна | позапартійна                                  | Водяницька сільська рада, секретар                   |
| 10                          | Слободяник Ніна Григорівна       | 04.11.2010            | середня спеціальна | позапартійна                                  | Водяницька сільська рада, бухгалтер                  |
| Самовисування               |                                  |                       |                    |                                               |                                                      |
| 2                           | Черевко Віктор Васильович        | 04.11.2010            | вища               | позапартійний                                 | СВГ «Володимир», директор                            |
| 3                           | Січкар Олександр Васильович      | 04.11.2010            | середня спеціальна | позапартійний                                 | СВГ «Володимир», агроном                             |
| 5                           | Лабунець Раїса Миколаївна        | 04.11.2010            | середня спеціальна | позапартійна                                  | тимчасово не працює                                  |
| 6                           | Зубрицька Олга Миколаївна        | 04.11.2010            | вища               | позапартійна                                  | Водяницький НВК, вчитель                             |
| 7                           | Лабуннець Лариса Василівна       | 04.11.2010            | вища               | член Всеукраїнського об'єднання «Батьківщина» | Водяницький НВК, вчитель                             |
| 9                           | Мовчан Світлана Олександрівна    | 04.11.2010            | середня спеціальна | позапартійна                                  | тимчасово не працює                                  |
| 11                          | Похилюк Алла Іванівна            | 04.11.2010            | середня спеціальна | позапартійна                                  | Водяницька сільська бібліотека, завідувачка          |